# Bettino Craxi

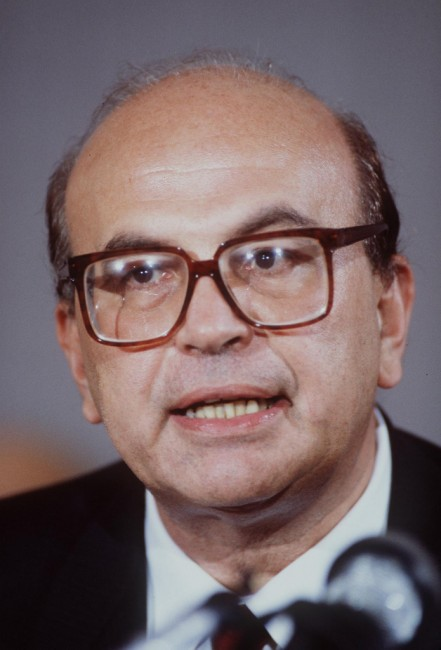
Bettino Craxi

Benedetto „Bettino“ Craxi (Ausspracheⓘ; * 24. Februar 1934 in Mailand; † 19. Januar 2000 in Hammamet, Tunesien) war ein italienischer Politiker (PSI). Von 1983 bis 1987 war er Ministerpräsident seines Landes.

## Leben
Craxi wurde 1953 Mitglied der Sozialistischen Partei Italiens (PSI). Sein Studium der Geschichte brach er ab und wurde politisch aktiv. 1957 wurde er ins Zentralkomitee der PSI aufgenommen. Von 1960 bis 1968 war er Stadtrat in Mailand. Er galt als von Pietro Nenni geförderter Jungreformer („Jungtürke“) und wurde 1965 Parteisekretär des PSI der Lombardei. Diese Funktion legte er 1968 nieder, als er Mitglied der Abgeordnetenkammer wurde.

Die sozialistische Partei zerstritt sich nach dem Rücktritt Nennis in verschiedene Flügel. Sie hatte eine nur untergeordnete Stellung als Juniorpartner der Democrazia Cristiana (DC) in den italienischen Regierungen inne.

## Generalsekretär des PSI
1970 wurde Craxi Vizesekretär des PSI. Nachdem die Partei 1976 schwere Verluste hinnehmen musste, stieg Craxi als Verfechter eines reformistischen Sozialismus 1976 zum Generalsekretär des PSI auf, ein Amt, das er bis 1993 bekleidete. Die alte Garde der Partei ermöglichte den Repräsentanten der Strömungen die zeitweilige Herrschaft in der Partei und erwartete auch von Craxi nur ein Intermezzo. Craxi, seit der Europawahl am 10. Juni 1979 zudem Mitglied des Europäischen Parlaments, versuchte jedoch den PSI nach dem Vorbild des Godesberger Programms der deutschen SPD umzugestalten, bekannte sich zum Reformismus und zur Marktwirtschaft, vergrößerte den Abstand der Sozialisten zu den italienischen Kommunisten (PCI) und brach im April 1983 kurzzeitig die Dauerkoalition mit der DC, womit er das Stigma des ewigen Juniorpartners der DC loswurde. Filmstars und Modedesigner wurden Parteitagsgäste.
Das Resultat war eine Stimmenzunahme für Craxis Partei zu Lasten der seit 1945 ununterbrochen regierenden DC. 
Der PSI erhielt bei den Parlamentswahlen 1979 9,8 % der Stimmen, 1983 11,4 % und 1987 14,3 %. Craxi wurde am 22. Juli 1983 von Staatspräsident Sandro Pertini mit der Regierungsbildung beauftragt. Dieses Amt hatte er bis April 1987 ununterbrochen inne – länger als vor ihm die meisten italienischen Regierungschefs nach dem Zweiten Weltkrieg. Während seiner Amtszeit wurde Italien fünftgrößte Industrienation und Mitglied in der G7.
Craxi schaffte die scala mobile (automatische Lohnanpassung an die Inflationsrate) ab. Dagegen gab es lang anhaltende Streiks vor allem im öffentlichen Dienst Italiens. Während Craxis Amtszeit stieg die Verschuldung der italienischen öffentlichen Hand steil an. Craxi dominierte die italienische Politik während der 1980er Jahre. Er befürwortete entschieden die NATO-Nachrüstung und die Aufstellung von US-Mittelstreckenraketen in Italien. 
Craxi und Kardinalstaatssekretär Agostino Casaroli unterzeichneten am 18. Februar 1984 das Konkordat zwischen dem Vatikan und der Republik Italien, mit dem der Katholizismus als Staatsreligion in Italien abgeschafft wurde.
Das vom PCI angestrengte Referendum zur Fortsetzung der scala mobile am 9. und 10. Juni 1985 endete mit einem Sieg Craxis und einer Niederlage des PCI.

## Sigonella-Zwischenfall
Als im Oktober 1985 palästinensische Freischärler das italienische Kreuzfahrtschiff Achille Lauro kaperten und dabei den US-amerikanischen Passagier Leon Klinghoffer erschossen, handelte die italienische Regierung einen freien Abzug der Terroristen auf dem zuletzt in ägyptischen Gewässern liegenden Schiff gegen die Unversehrtheit der übrigen Passagiere und Besatzungsmitglieder aus. Der US-Regierung unter Präsident Ronald Reagan, die die Täter vor ein US-amerikanisches Gericht stellen wollte, gelang jedoch die Identifizierung des ägyptischen Verkehrsflugzeugs, das die vier Entführer und zwei Angehörige der Palästinensischen Befreiungsfront aus Ägypten ausflog, die als Vermittler aufgetreten waren. Darunter war der Anführer der Terroristen Abu Abbas. Drei Jagdflugzeuge der US Navy zwangen das Flugzeug daraufhin zur Landung auf dem NATO-Luftwaffenstützpunkt Sigonella auf Sizilien. Gleichzeitig wurden Spezialkräfte eingeflogen. Die italienische Flugsicherung wurde getäuscht und die italienische Regierung nicht informiert. Italienische Luftwaffensoldaten und Militärpolizei hinderten die US-Amerikaner zunächst an weiteren Maßnahmen. Bettino Craxi ordnete schließlich die Durchsetzung der italienischen Souveränität an, die vier Entführer wurden nach Verhandlungen mit den mitreisenden bewaffneten ägyptischen Sicherheitskräften verhaftet. Das Flugzeug durfte unter Begleitung nach Rom weiterreisen. Abu Abbas, der als Hintermann des Unternehmens galt, wurde schließlich trotzdem die Ausreise nach Belgrad und Bagdad gestattet, was erhebliche Spannungen zwischen den USA und Italien bewirkte.

## Rücktritt
Craxi war seit 1983 Ministerpräsident und führte Koalitionsregierungen, in denen stets die DC die stärkste Partei war. Im Sommer 1986 gab es daher eine Vereinbarung zwischen dem DC-Generalsekretär Ciriaco De Mita und Craxi, dass das Amt des Ministerpräsidenten im März 1987 von der DC übernommen werden sollte. Dann aber weigerte sich Craxi, das Amt zu übergeben, weshalb er von der DC zum Rücktritt gezwungen wurde. Craxi errang bei der Europawahl 1989 erneut ein Mandat im Europäischen Parlament.

## Mani Pulite
Als 1992 der Staatsanwalt Antonio Di Pietro und sein Team nach der Verhaftung von Mario Chiesa die Untersuchungen Mani pulite (dt. Saubere Hände) begannen und die Finanzen des PSI in Mailand, einer der Hochburgen des PSI, in der Craxis Schwager Paolo Pillitteri zeitweise Bürgermeister war, unter die Lupe nahmen, geriet Craxi in Schwierigkeiten. Craxi bezeichnete Mario Chiesa zunächst als „Schuft“ („mariuolo“). Die Staatsanwälte wiesen schließlich nach, dass Craxi ein System von Schmiergeldern beim Bau der U-Bahn in Mailand eingerichtet hatte. Die Ermittlungen griffen von Mailand auf andere Städte über.
Die Vorwürfe erstreckten sich auf fast alle politischen Parteien. Craxi räumte letztlich ein, dass seine Partei den Gegenwert von rund 93 Millionen US-Dollar eingenommen habe. Die Sozialisten stürzten bei den nächsten Wahlen von 14 Prozent ins politische Nichts ab. Hatte Craxi noch zuvor eine Fünf-Prozent-Klausel zum Einzug ins Parlament eingeführt, so erreichte der PSI zuletzt nicht einmal mehr die auf 4 Prozent gesenkte Mindestquote. Ähnlich erging es der DC, deren politischer Niedergang etwas länger dauerte. Die erste italienische Nachkriegsrepublik hatte damit aufgehört zu existieren.
Zu Craxis System gehörte die Beförderung von Freunden in einflussreiche Positionen bei den staatlichen Industriekonglomeraten IRI, ENEL und ENI. Im öffentlichen Sender RAI 2 wurden Positionen nach Parteizugehörigkeit beim PSI vergeben.
Zu den Begünstigten Craxis gehörte auch der spätere Ministerpräsident Silvio Berlusconi, dem Craxi in seiner Amtszeit als Ministerpräsident entgegen dem Gesetz genehmigte, mehr als einen privaten Fernsehkanal zu betreiben. Öffentlich wurden Craxis Freundschaften zum PLO-Vorsitzenden Jassir Arafat und zu Diktatoren diskutiert, wie Siad Barre aus Somalia und Ben Ali aus Tunesien. Letzterer gewährte ihm später politisches Asyl.

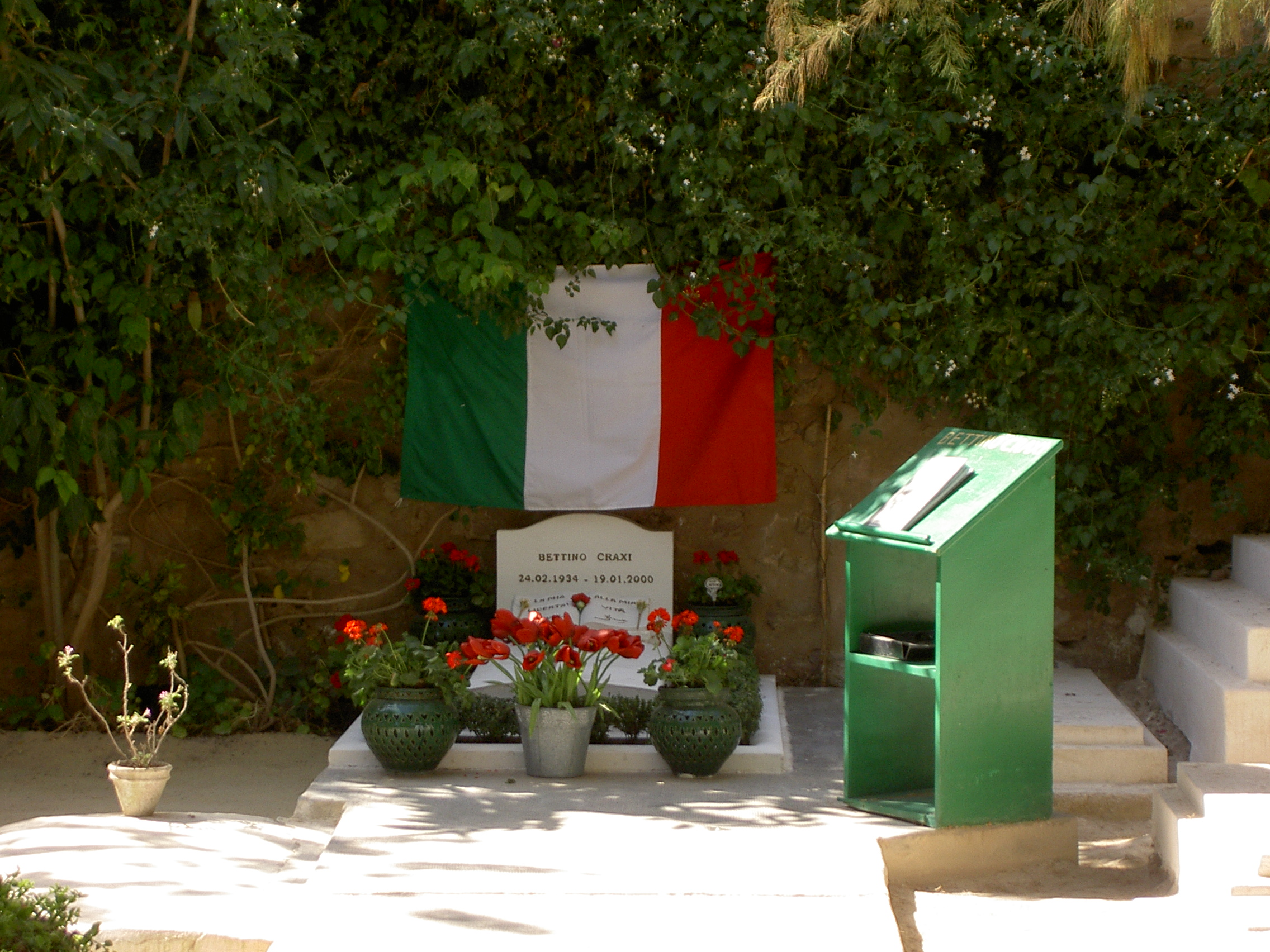
Grabstätte auf dem christlichen Friedhof von Hammamet

Craxi gelang es noch aus der Opposition heraus, die Untersuchungen der Justiz durch seine Immunität als Abgeordneter zu verzögern. 1993 trat er schließlich als Generalsekretär des PSI zurück. Er erklärte sich als zu Unrecht verfolgt, weil er doch nur das getan habe, was alle anderen auch getan hätten, und lehnte es ab, sich für seine Taten zu entschuldigen. Im Mai 1994 flüchtete er ins tunesische Exil. Er wurde später in Italien in Abwesenheit zu insgesamt mehr als 28 Jahren Haftstrafe verurteilt: 
- 5 Jahre und 6 Monate am 12. November 1996,
- 5 Jahre und 5 Monate am 22. Januar 1999,
- 4 Jahre und 6 Monate am 20. April 1999,
- 5 Jahre und 9 Monate am 15. Juni 1999,
- 3 Jahre am 1. Oktober 1999 und
- 4 Jahre am 26. Oktober 1999.

## Tod
Im Jahr 2000 starb Bettino Craxi an den Folgen seiner Diabetes-Erkrankung. Die italienische Politik bot den Angehörigen ein Staatsbegräbnis an, doch seine Tochter sah ihren Vater immer noch als Opfer finsterer Verschwörungen.

## Ehrungen
- 1986 Ehrendoktorwürde in Philadelphia und Lecce[2]